# هنري كيركي بورتر
هنري كيركي بورتر هو سياسي أمريكي، ولد في 24 نوفمبر 1840 في كونكورد في الولايات المتحدة، وتوفي في 10 أبريل 1921 في واشنطن العاصمة في الولايات المتحدة. نشط حزبياً في الحزب الجمهوري. وقد انتخب عضو مجلس النواب الأمريكي ‏.